# Эйюбов, Бейляр Гасан оглы
Бейляр Гасан оглы Эйюбов  (азерб. Bəylər Həsən oğlu Eyyubov; род. 10 марта 1951, Ширазлу, Вединский район) — начальник Службы безопасности Президента Азербайджанской Республики . Первый заместитель начальника Особой службы государственной безопасности Азербайджанской Республики (2003—2020), генерал-полковник. Полный кавалер ордена «За службу Отечеству».

## Биография
Бейляр Эйюбов родился в курдской семье 10 марта 1951 года в селе Ширазли, Вединского района Армянской ССР.
2 июня 2003 года Бейляр Эйюбов был назначен первым заместителем начальника Особой службы государственной безопасности Азербайджанской Республики — начальником Службы безопасности Президента Азербайджанской Республики.
16 марта 2020 года распоряжением Президента Азербайджанской Республики Ильхама Алиева назначен начальником Службы безопасности Президента Азербайджанской Республики.

## Награды
- 26 декабря 1998 — Орден «Азербайджанское знамя» — за особые заслуги в защите конституционного государственного устройства Азербайджанской Республики, обеспечении мира, общественного порядка и важных объектов государственного значения[4].
- 21 августа 2008 — Орден «За службу Отечеству» III степени — по случаю 15-летия создания Специальной службы государственной безопасности Азербайджанской Республики, за особые заслуги в обеспечении национальной безопасности[5].
- 21 августа 2010 — Орден «За службу Отечеству» II степени — за высокие достижения при исполнении служебных обязанностей и в связи с профессиональным праздником сотрудников Особой службы государственной охраны Азербайджанской Республики[6].
- 9 марта 2011 — Орден «За службу Отечеству» I степени — за преданность Азербайджанской Республике, достойное и добросовестное выполнение служебного долга, высокопрофессиональное обеспечение безопасности объектов государственной охраны и охраняемых объектов[7].
- 10 марта 2021 — Орден «Честь» — за плодотворную деятельность в Службе безопасности Президента Азербайджанской Республики, профессиональное выполнение должностных обязанностей[8].